# Outi Mäenpää
Outi Kirsti Johanna Mäenpää (sinds 2009 Outi Nordberg) (Helsinki, 24 februari 1962) is een Fins actrice in films, televisie en theater. 

## Biografie
Outi Mäenpää werd in 1962 geboren in Helsinki en volgde theaterlessen tussen 1984 en 1988 bij de theateracademie in Helsinki (Taideyliopiston Teatterikorkeakoulu). Mäenpää is ook actief bij het improvisatietheater  Stella Polaris. Vanaf 1989 was ze regelmatig te zien op de Finse televisie met tot nu toe meer dan 40 vertolkingen. In 2002 won ze de Venla-prijs (Finse televisieprijzen) voor beste actrice voor haar rol in Muodollisesti pätevä en in 2005 de Venla-prijs voor beste actrice voor de hoofdrol in de Noriko Show, een programma geïnspireerd op het door Wendy van Dijk gecreëerde typetje Ushi Hirosaki.
Mäenpää speelde ook in verschillende nationale en internationale speelfilms waarbij ze viermaal een Finse Jussi-prijs won en eenmaal de Zweedse Guldbagge.

### Privéleven
In 2001 scheidde Mäenpää van haar echtgenoot Pekka Järvilehto, met wie ze twee zonen had. Vanaf november 2008 had ze een relatie met de filmproducent Kai Nordberg met wie ze op 22 augustus 2009 huwde, waarbij ze de achternaam van haar echtgenoot aannam. Het koppel scheidde in 2014.

## Filmografie (selectie)
- 2016: Vihreät Valot: Väärät bileet (tv-miniserie, 9 afleveringen)
- 2016: Tyttö nimeltä Varpu
- 2012: Call Girl
- 2011: Vares – Pahan suudelma
- 2010: Svinalängorna
- 2008: Myrsky
- 2007: Musta jää
- 2004-2005: Kylmäverisesti sinun (televisieserie, 21 afleveringen)
- 2004: Kukkia ja sidontaa
- 2004: Playa del Futuro
- 2004: Noriko Show (televisieserie, 20 afleveringen)
- 2003: Pahat pojat
- 2003: Helmiä ja sikoja
- 2002: Mies vailla menneisyyttä (The Man Without a Past)
- 2000: Lomalla
- 1999-2004: Muodollisesti pätevä (televisieserie, 28 afleveringen)
- 1999: Juha
- 1998: Zugvögel … Einmal nach Inari (Junalinnut)
- 1996: Kauas pilvet karkaavat
- 1990: Tulitikkutehtaan tyttö
- 1989: Anni tahtoo äidin

## Prijzen en nominaties
De belangrijkste:
| Jaar | Prijs     | Categorie                | Film                 | Uitslag  |
| ---- | --------- | ------------------------ | -------------------- | -------- |
| 2011 | Guldbagge | Beste vrouwelijke bijrol | Svinalängorna        | Gewonnen |
| 2008 | Jussi     | Beste actrice            | Musta jää            | Gewonnen |
| 2005 | Jussi     | Beste actrice            | Kukkia ja sidontaa   | Gewonnen |
| 2005 | Venla     | Beste actrice            | Noriko show          | Gewonnen |
| 2004 | Jussi     | Beste vrouwelijke bijrol | Helmiä ja sikoja     | Gewonnen |
| 2002 | Venla     | Beste actrice            | Muodollisesti pätevä | Gewonnen |
| 2000 | Jussi     | Beste actrice            | Lomalla              | Gewonnen |